# Édouard Pailleron

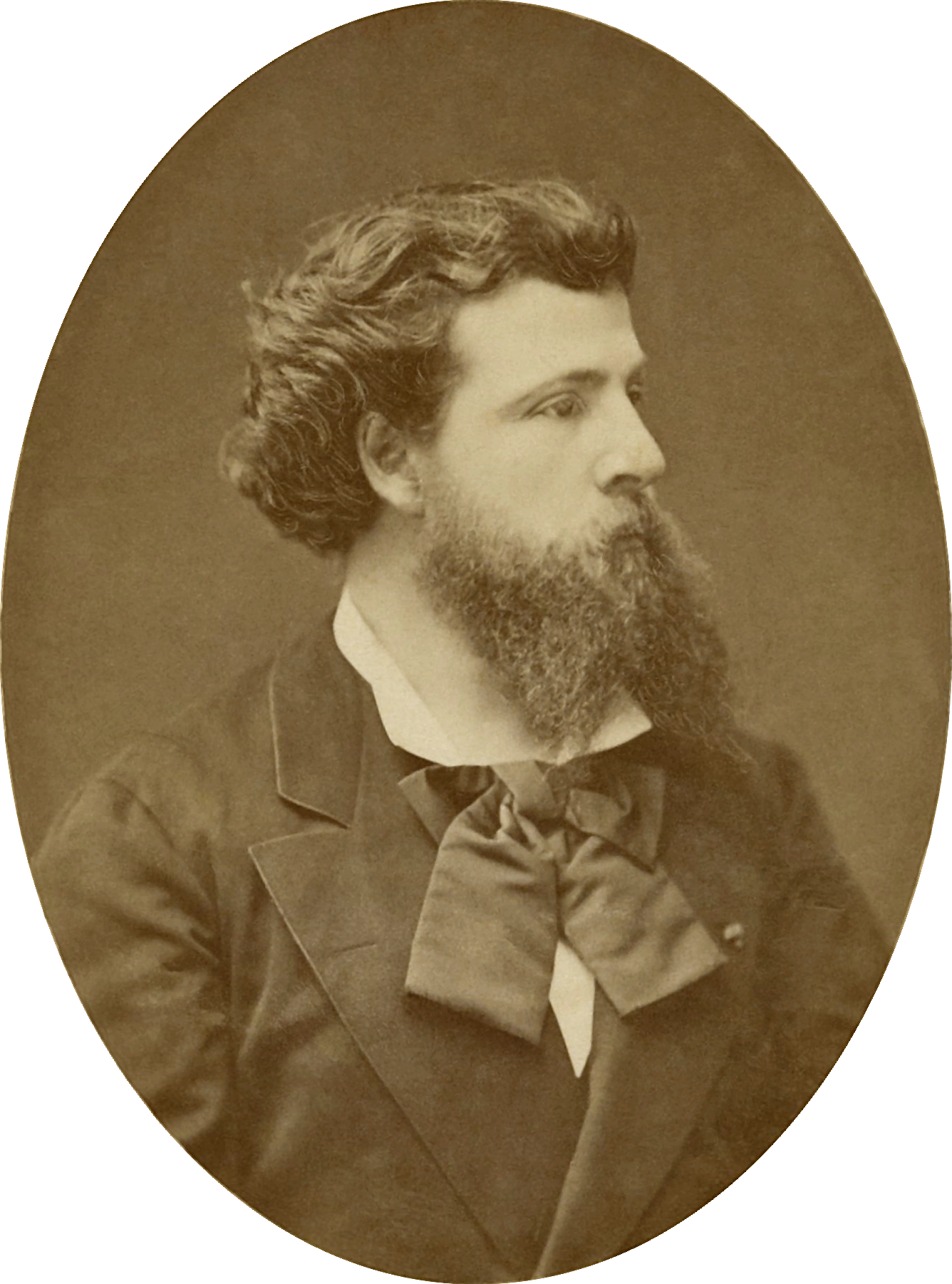
Édouard Pailleron

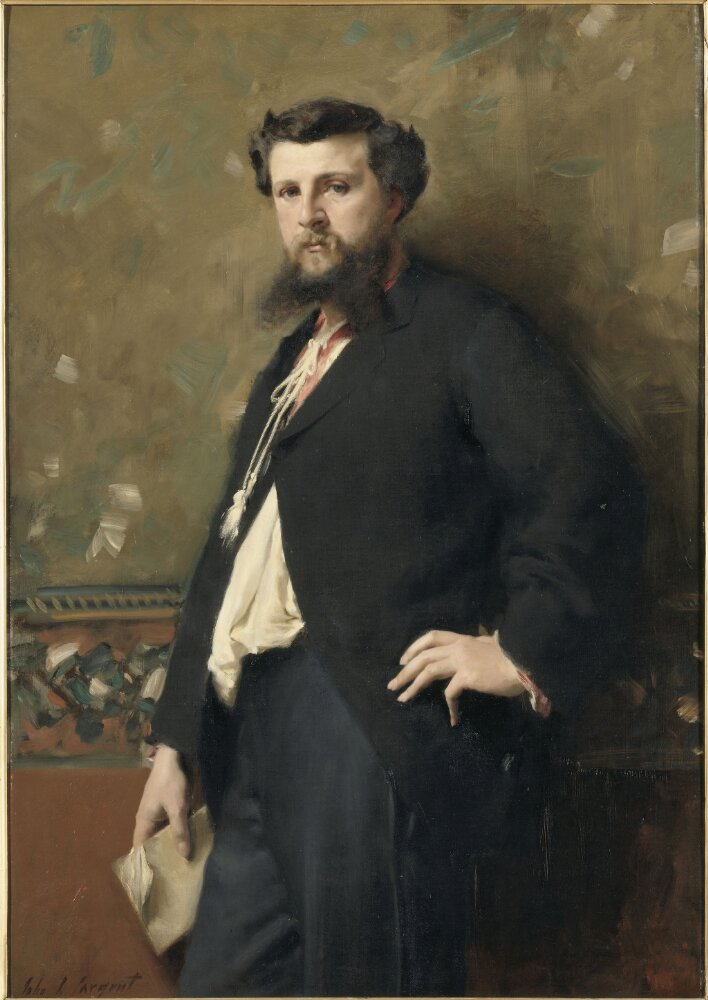
Portret Édouarda Paillerona pędzla Johna Singera Sargenta.

Édouard Jules Henri Pailleron (ur. 7 września 1834 w Paryżu, zm. 19 kwietnia 1899) – francuski poeta i dramaturg.

## Życiorys
Uzyskał wykształcenie prawnicze. Pracował zawodowo jako notariusz, a następnie należał do formacji dragonów. W 1862 r. poślubił Marie Buloz, córkę założyciela „Revue des Deux Mondes” i odtąd pełnił funkcję drugiego dyrektora tego pisma. W 1882 r. został członkiem Akademii Francuskiej.

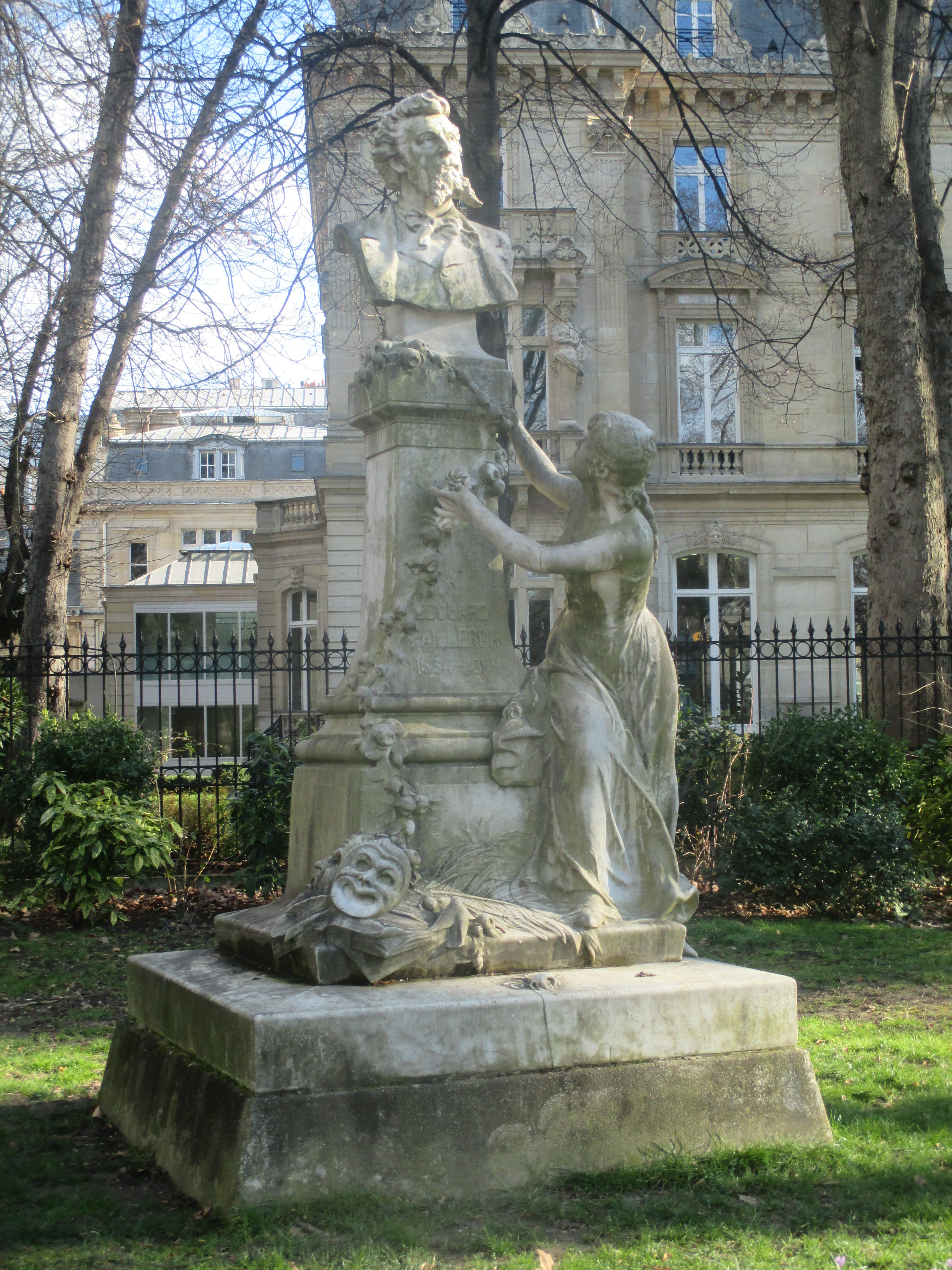
Pomnik Edouarda Paillerona w Paryżu

## Twórczość literacka
W 1860 r. odniósł pierwszy sukces sceniczny, dzięki jednoaktowej sztuce pt. Le Parasite. Zyskał dużą popularność jako autor komedii obyczajowych. Wybrane utwory:
- Le Mur mitoyen (1861)
- Le Dernier Quartier (1863)
- Les Faux Ménages (1869)
- Le Monde ou l’on s’amuse (1868)
- L’Autre Motif (1872)
- Hélène (1872)
- Petite Pluie (1875).
- L'Âge ingrat (1878)
- L’Étincelle (1879)
- Le Monde où l’on s’ennuie (pol. Świat nudów, 1881)
- Pendant le bal (1881)
- Le Narcotique (1882)
- La Souris (1887)
- Cabotins (1894)